# Huyện Gaibandha
Gaibandha là một huyện thuộc division Rangpur, Bangladesh. Huyện này có diện tích 2179 km², dân số năm 2002 là 2117959 người, mật độ dân số là 972 người/km².